# IPod nano
De iPod nano is een draagbare mediaspeler van technologiebedrijf Apple die de iPod mini heeft opgevolgd en werd geïntroduceerd op 7 september 2005.
De verkoop en productie van de laatste generatie iPod nano werd op 27 juli 2017 beëindigd.

## Beschrijving
De iPod is primair ontworpen om audiobestanden af te spelen en deze zijn op te slaan op een intern flashgeheugen. De capaciteit van deze opslagmethode is zo groot dat duizenden nummers op een iPod nano geplaatst kunnen worden.
Voor het bewaren van muziekbestanden op de iPod wordt het computerprogramma iTunes gebruikt, dat tevens ontworpen is door Apple. Hiermee kan de muziek van een persoonlijke verzameling cd's in een iPod worden opgeslagen, en er kunnen muziekbestanden van het internet worden gedownload en bewaard. Ook ingesproken teksten en radioprogramma's kunnen op een iPod worden opgeslagen, om op een geschikt tijdstip later afgespeeld te worden. Dit heeft tot de ontwikkeling van het verschijnsel podcasting geleid.

## Eerste generatie

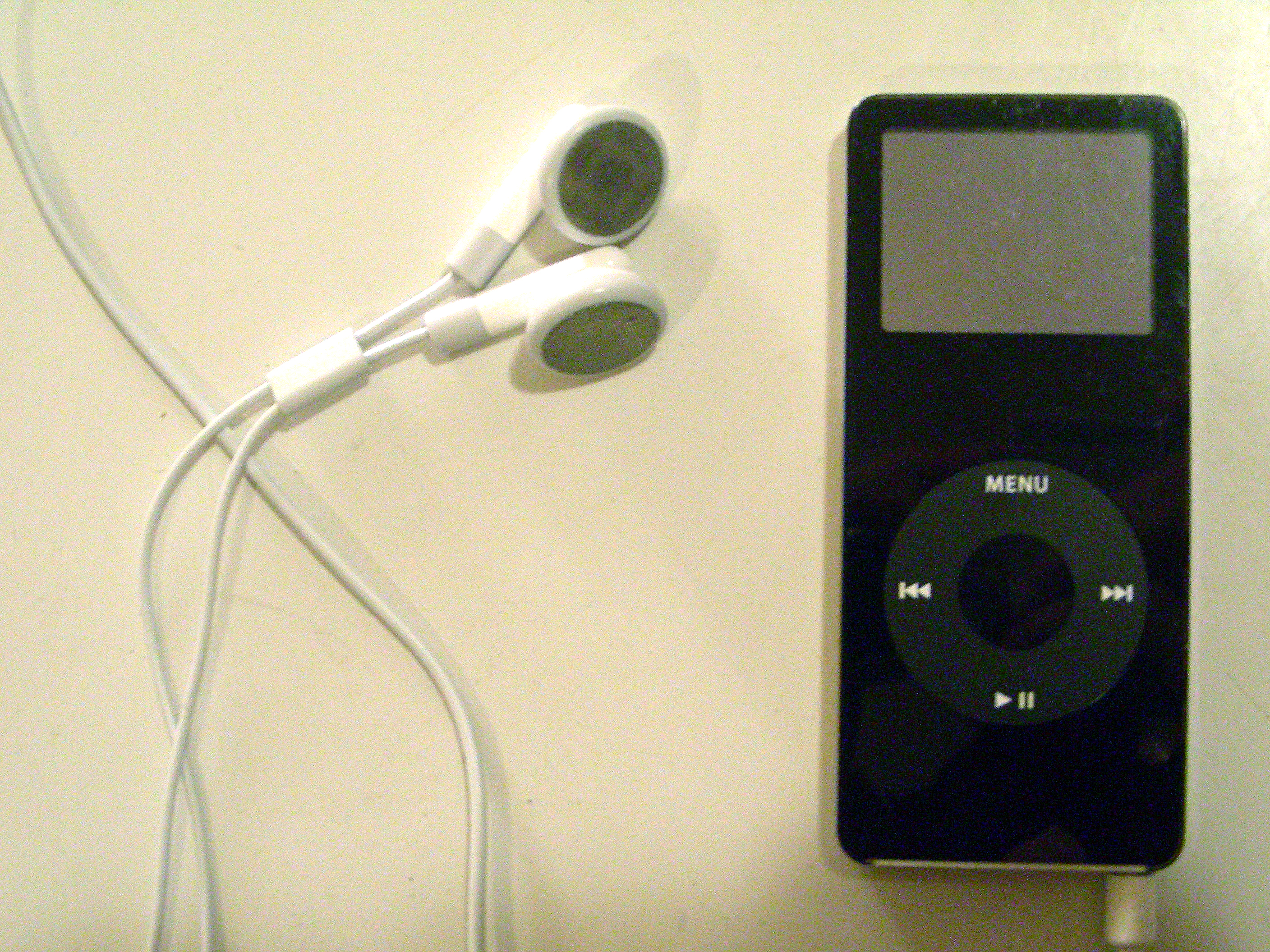
Eerste generatie iPod nano met bijbehorende oortelefoon

De eerste generatie werd geïntroduceerd op 7 september 2005 als opvolger van de iPod Mini. De iPod nano is duurder dan de Mini met dezelfde opslagcapaciteit, maar biedt voordelen als de compactheid, het kleurenscherm en het gebruik van flashgeheugen in plaats van een harde schijf.
De nano dankte zijn naam aan het kleine formaat: 8,9 cm hoog, 4,0 cm breed en 0,7 cm dik. In tegenstelling tot de Mini heeft de nano een kleurenscherm waarop foto's bekeken kunnen worden. De batterij zou veertien uur mee moeten gaan. Het formaat van het scherm is 176 x 132 pixels en kan 65.536 kleuren weergeven. In eerste instantie waren er twee versies beschikbaar: 2 en 4 GB. In februari 2006 introduceerde Apple ook een 1GB-versie. De 1GB-versie bleef niet lang in productie omdat in september 2006 de tweede generatie van de iPod nano werd uitgebracht.
De iPod nano kreeg negatieve publiciteit toen bleek dat het apparaat snel krassen leek te vertonen en bij sommige exemplaren het beeldscherm te makkelijk scheurde.

## Tweede generatie

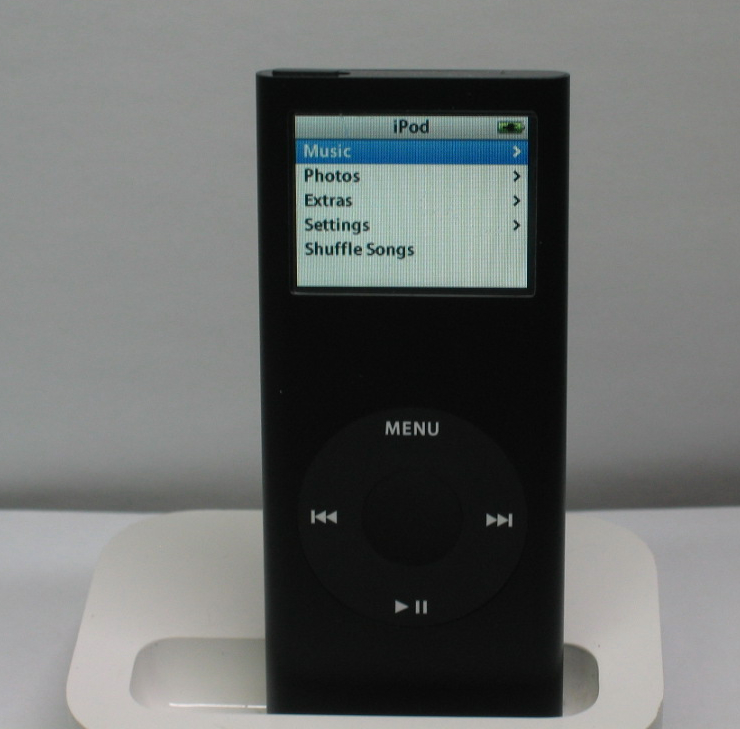
Tweede generatie

De tweede generatie iPod nano is verkrijgbaar sinds 25 september 2006 in een zilveren, roze, blauwe, groene en zwarte kleur. De nano is 9 x 4 x 0,7 cm groot en weegt 40 gram. De nano is ongeveer 80% kleiner dan de andere iPod modellen en was minder dan de helft van de grootte van 95% van de concurrenten met dezelfde opslagcapaciteit op de datum van lancering. Voor het maken van zo'n dunne mp3-speler was het gebruik van een ultradunne flash geheugenkaart nodig. De nieuwe iPod nano is verkrijgbaar in versies van 2, 4 en 8 Gigabyte en is voorzien van een 1,5" groot kleurenscherm en het iPod-scrollwheel. Het scherm van de nieuwe iPod nano is 47% helderder dan zijn voorganger.
De eerste generatie iPod nano was enkel te verkrijgen in zwart of in wit en met 1, 2 of 4 gigabyte flashgeheugen. Net als zijn opvolger heeft hij een 1,5" groot kleurenscherm en het iPod-scrollwheel.
Het apparaatje heeft ook de mogelijkheid foto's te tonen. De nano heeft minder mogelijkheden dan andere iPodmodellen, zoals het op een televisie tonen van afbeeldingen; dit is uitsluitend mogelijk op de 30 en 80 Gigabyte iPod. Naast het kleine formaat, heeft de iPod nano nieuwe mogelijkheden. Zo heeft de iPod nano een wereldklok waarmee de tijd in diverse steden bekeken kan worden en een stopwatch, ten slotte kan het beeldscherm nog beveiligd worden met een pincode. De hoofdtelefoonaansluiting bevindt zich overigens aan de onderkant van de nano opdat deze dan via die hoofdtelefoon om de nek gedragen kan worden (zoals een houwtouw).

## Derde generatie

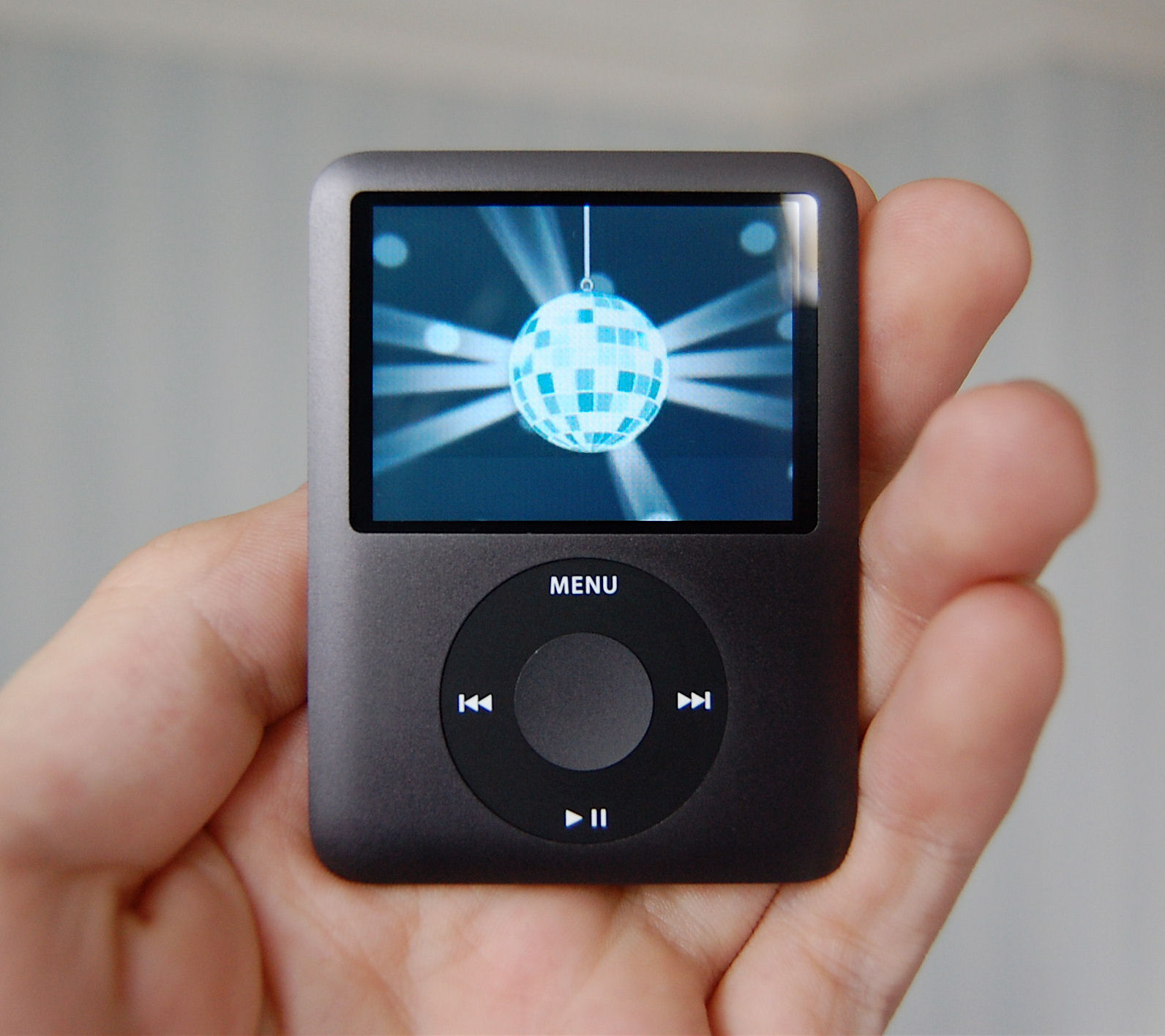
Derde generatie

De derde generatie iPod nano werd op 5 september 2007 geïntroduceerd. Deze heeft de mogelijkheid om video's af te spelen en heeft een capaciteit van 4 GB of 8 GB. Ook nieuw is het 5cm QVGA-scherm, de lichtere kleurtinten, de chromen achterkant en de interface. De derde generatie is leverbaar in de kleuren zilver, blauw, rood, groen en zwart. Sinds februari 2008 is ook de kleur roze beschikbaar. Voor het bladeren door albums wordt gebruikgemaakt van Cover Flow.
Ten opzichte van de voorganger is de derde generatie 9,3 gram zwaarder geworden. Het langwerpige ontwerp heeft plaatsgemaakt voor een meer rechthoekig ontwerp. Het scherm heeft een resolutie van 320 x 240 pixels. De batterij zou bij het beluisteren van muziek 24 uur mee moeten gaan. Bij het bekijken van video is dit 5 uur.

## Vierde generatie

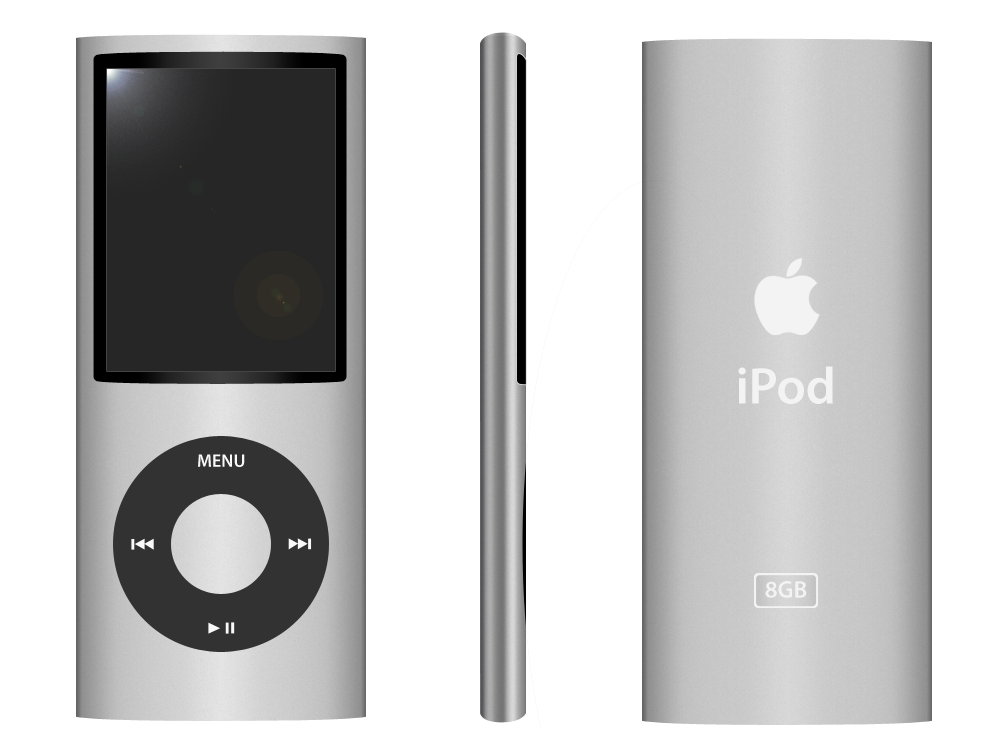
Vierde generatie

Op 9 september 2008 kwam de vierde generatie uit, de iPod nano Chromatic. Deze is smaller en langer dan z'n voorganger. De nano heeft dan ook hetzelfde scherm als de derde generatie, alleen heeft Apple het scherm verticaal geplaatst, waardoor de nano weer de lange vorm terugkreeg. Ook heeft de nano een ovale vorm van boven- en onderaf gezien.
Nieuw bij de vierde generatie is de versnellingsmeter. Als de iPod nano verticaal wordt gehouden komt het coverflow tevoorschijn, of wanneer je foto's bekijkt en je houdt de nano verticaal, wordt de foto gedraaid waardoor je foto's liggend komen te liggen in plaats van een portretweergave (staand). Ook wordt met de versnellingsmeter het spel Maze gespeeld. De versnellingsmeter is tevens te vinden in de iPod Touch.
Ook nieuw in deze nano is de 'Shake-to-Shuffle'-functie. Als je je iPod schudt gaat hij naar een willekeurig nummer uit je muziekbibliotheek.
De vierde generatie iPod nano bestaat in een 4GB-, 8GB- en 16GB-uitvoering en is te verkrijgen in negen kleuren: zilver, zwart, paars, blauw, groen, geel, oranje, roze en rood (rood alleen in de online store van Apple).

## Vijfde generatie

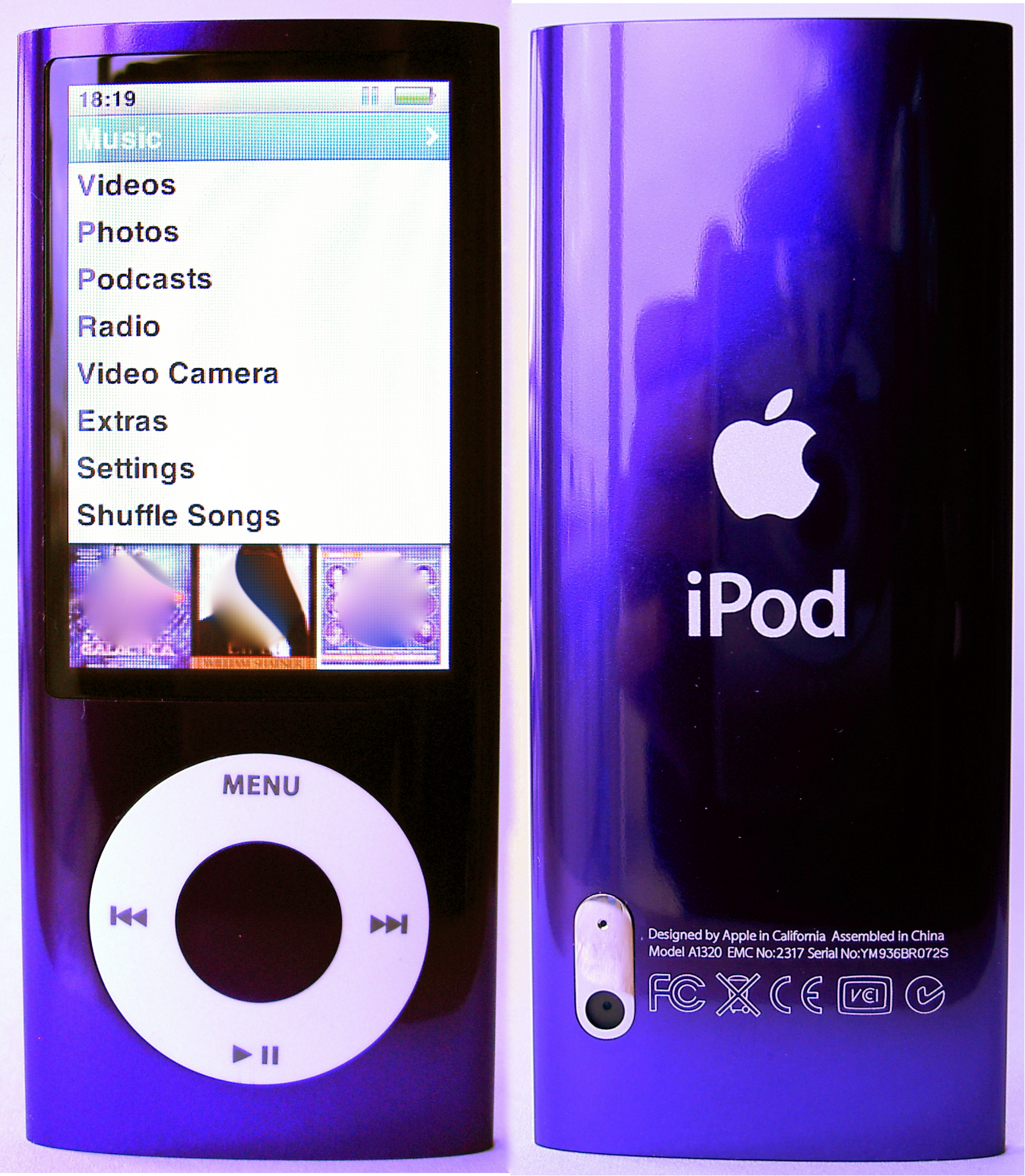
Vijfde generatie

Op 9 september 2009 heeft Steve Jobs tijdens het iPod-event de vijfde generatie van de iPod nano geïntroduceerd. Nieuw is de videocamera die aan de achterzijde is weggewerkt, samen met de microfoon. De camera neemt op met een resolutie van 640×480 pixels met H.264-compressie. Ook zijn er enkele effecten beschikbaar die ingeschakeld kunnen worden tijdens het filmen.
Apple heeft de vijfde generatie uitgerust met een stappenteller die gebruikt kan worden met het Nike+-systeem. Ook is er een FM-radio ingebouwd in de nano, die signaal zal ontvangen via de snoertjes van de oortelefoon. Het scherm is 5mm groter dan bij het voorgaande model. De vijfde generatie is verkrijgbaar in een 8GB- en 16GB-uitvoering en is leverbaar in negen kleuren: groen, oranje, paars, roze, blauw, zilver, zwart, rood en geel.

## Zesde generatie

Zesde generatie

De zesde generatie iPod nano is gepresenteerd op 1 september 2010. Het model is erg afwijkend in vergelijking met zijn voorgangers. Deze iPod heeft een touchscreenscherm, die MultiTouch ondersteunt. Het scherm is veel kleiner dan bij de voorgangers.
Het apparaat heeft nu een kleinere 3,9cm multi-touch scherm met een lagere resolutie van 240×240 pixels, maar een hogere pixeldichtheid van 220 pixels per inch, in tegenstelling tot de grotere 5,6cm scherm van de iPod Nano 5G. Het apparaat duurt ongeveer 3 uur voor een volledige lading.Het bevat nog steeds de Nike + iPod fitness optie, evenals een FM-radiotuner. Het heeft een zwart op wit contrast optie en andere toegankelijkheidsopties.De update voegde de mogelijkheid om nummers te pauzeren of te veranderen met de klik van de slaap / waak-knop. Ook de mogelijkheid werd toegevoegd om het apparaat uit te schakelen door de slaap / waak-knop. De user interface is ook verbeterd. Echter, veel consumenten waren van mening dat de zesde generatie een downgrade is, omdat het apparaat geen ingebouwde videocamera en microfoon heeft. En het is niet mogelijk om spelletjes te spelen en video's te bekijken.

## Zevende generatie

Zevende generatie

De zevende generatie iPod nano werd onthuld op 12 september 2012. Het scherm is bijna twee keer groter dan zijn voorganger en de iPod is 5,4mm diep. Het aanraakscherm heeft een diameter van 64mm en bevat 240×463 pixels. Met zijn hoogte van 76,5mm en breedte van 39,6mm, is hij bijna zo groot als een kredietkaart. Het gewicht bedraagt 31 gram. Daarnaast heeft de iPod de bekende ronde thuisknop gekregen. Eveneens werd er een versnellingsmeter toegevoegd, zodat de beelden op het scherm meedraaien wanneer men het toestel kantelt. Hij is gemaakt van geanodiseerd aluminium en is beschikbaar in 7 kleuren (groen, blauw, geel, paars, zilver, roos en lei-zwart). Ook Bluetooth-technologie voor het draadloos gebruiken van luidsprekers en hoofdtelefoons werd voorzien op vraag van de vele gebruikers. De 30-pins connector is vervangen door een nieuwe Lightning-connector welke slechts over 8 pins beschikt.
Deze nieuwe versie is enkel beschikbaar in 16GB en wordt geleverd met een Lightning verbindingskabel, beknopte handleiding, en de Apple EarPods.
In augustus 2015 werden nieuwe kleuren gepresenteerd zonder hardwarematige veranderingen. De verkoop van de iPod Nano werd op 27 juli 2017 stopgezet.

## Generaties
| Generatie | Afbeelding                                  | Capaciteit                                                                                       | Kleuren                                                                  | Verbinding                              | Verschijningsdatum | Minimaal OS/ iTunes voor gebruik    | Batterijduur (uur)           | Scherm (pixels) dot-pitch Diameter (mm) | Formaat (hoogte) (breedte) (dikte) | Gewicht |
| --------- | ------------------------------------------- | ------------------------------------------------------------------------------------------------ | ------------------------------------------------------------------------ | --------------------------------------- | ------------------ | ----------------------------------- | ---------------------------- | --------------------------------------- | ---------------------------------- | ------- |
| 1         | iPod nano van de eerste generatie           | 2 GB 4 GB                                                                                        | Zwart Wit                                                                | USB (FireWire uitsluitend voor opladen) | 7 september 2005   | Mac: 10.3 Windows: 2000 iTunes 5    | audio: 14 diavoorstelling: 4 | 176×132 0,168mm dot-pitch 38 mm         | 8,9 cm 4,0 cm 0,7 cm               | 42,5 g  |
| 1         | iPod nano van de eerste generatie           | 1 GB                                                                                             | Zwart Wit                                                                | USB (FireWire uitsluitend voor opladen) | 7 februari 2006    | Mac: 10.3 Windows: 2000 iTunes 5    | audio: 14 diavoorstelling: 4 | 176×132 0,168mm dot-pitch 38 mm         | 8,9 cm 4,0 cm 0,7 cm               | 42,5 g  |
| 1         | iPod nano van de eerste generatie           | Verving Mini. Kleurenscherm voor foto's; 1 GB versie kwam later uit.                             |                                                                          |                                         |                    |                                     |                              |                                         |                                    |         |
| 2         | blauwe 4 GB iPod nano                       | 2 GB                                                                                             | Zilver                                                                   | USB (FireWire uitsluitend voor opladen) | 12 september 2006  | Mac: 10.3 Windows: 2000 iTunes 7    | audio: 24 diavoorstelling: 5 | 176×132 0,168mm dot-pitch 38 mm         | 8,9 cm 4,0 cm 0,7 cm               | 40,0 g  |
| 2         | blauwe 4 GB iPod nano                       | 4 GB                                                                                             | Zilver Blauw Groen Roze Rood                                             | USB (FireWire uitsluitend voor opladen) | 12 september 2006  | Mac: 10.3 Windows: 2000 iTunes 7    | audio: 24 diavoorstelling: 5 | 176×132 0,168mm dot-pitch 38 mm         | 8,9 cm 4,0 cm 0,7 cm               | 40,0 g  |
| 2         | blauwe 4 GB iPod nano                       | 8 GB                                                                                             | Zwart Rood                                                               | USB (FireWire uitsluitend voor opladen) | 12 september 2006  | Mac: 10.3 Windows: 2000 iTunes 7    | audio: 24 diavoorstelling: 5 | 176×132 0,168mm dot-pitch 38 mm         | 8,9 cm 4,0 cm 0,7 cm               | 40,0 g  |
| 2         | blauwe 4 GB iPod nano                       | Geanodiseerde aluminium behuizing met plastic boven- en onderkant; 6 kleuren beschikbaar.        |                                                                          |                                         |                    |                                     |                              |                                         |                                    |         |
| 3         | 4 GB iPod nano van de derde generatie       | 4 GB                                                                                             | Zilver                                                                   | USB (FireWire uitsluitend voor opladen) | 5 september 2007   | Mac: 10.4 Windows: 2000 iTunes 7.4  | audio: 24 video: 5           | 320×240 204 ppi 51 mm                   | 7,0 cm 5,2 cm 0,7 cm               | 49,3 g  |
| 3         | 4 GB iPod nano van de derde generatie       | 8 GB                                                                                             | Zilver Blauw Groen Roze Zwart Rood                                       | USB (FireWire uitsluitend voor opladen) | 5 september 2007   | Mac: 10.4 Windows: 2000 iTunes 7.4  | audio: 24 video: 5           | 320×240 204 ppi 51 mm                   | 7,0 cm 5,2 cm 0,7 cm               | 49,3 g  |
| 3         | 4 GB iPod nano van de derde generatie       | 2" QVGA-scherm; lichtere kleurtinten en chromen achterkant; nieuwe interface; videocapabiliteit. |                                                                          |                                         |                    |                                     |                              |                                         |                                    |         |
| 4         | iPod nano van de 4e generatie(paars model)  | 4 GB 8 GB 16 GB                                                                                  | Zilver Zwart Paars Blauw Groen Geel Oranje Rood Roze                     | USB                                     | 9 september 2008   | Mac: 10.4.11 Windows: XP iTunes 8   | audio: 24 video: 4           | 320×240 204 ppi 51 mm                   | 9,1 cm 3,8 cm 0,6 cm               | 36,9 g  |
| 4         | iPod nano van de 4e generatie(paars model)  | Geanodiseerde aluminium behuizing met plastic boven- en onderkant; 6 kleuren beschikbaar.        |                                                                          |                                         |                    |                                     |                              |                                         |                                    |         |
| 5         | iPod nano van de 5e generatie(paars model)  | 8 GB 16 GB                                                                                       | Zilver Zwart Paars Blauw Groen Geel Oranje Rood Roze                     | USB                                     | 9 september 2009   | Mac: 10.4.11 Windows: XP iTunes 9   | audio: 24 video: 5           | 376×240 204 ppi 56 mm                   | 9,1 cm 3,8 cm 0,6 cm               | 36,3 g  |
| 5         | iPod nano van de 5e generatie(paars model)  | Groter scherm; videocamera; FM-radio; stappenteller                                              |                                                                          |                                         |                    |                                     |                              |                                         |                                    |         |
| 6         | iPod nano van de 6e generatie(zilver model) | 8 GB 16 GB                                                                                       | Zilver Zwart Blauw Groen Geel Oranje Rood Roze                           | USB                                     | 1 september 2010   | Mac: 10.4.11 Windows: XP iTunes 10  | audio: 24                    | 240×240 220 ppi 39 mm                   | 3,75 cm 4,09 cm 0,878 cm           | 21,1 g  |
| 6         | iPod nano van de 6e generatie(zilver model) | Aanraakscherm                                                                                    |                                                                          |                                         |                    |                                     |                              |                                         |                                    |         |
| 7         | iPod nano van de 7e generatie(zwart model)  | 16 GB                                                                                            | Lei-zwart (2012-2013) Spacegrijs Zilver Paars Geel Blauw Groen Roze Rood | Lightning                               | 12 september 2012  | Mac: 10.6.8 Windows: XP iTunes 10.7 | audio: 30 video: 3,5         | 240×432 202 ppi 64 mm                   | 7,65 cm 3,96 cm 0,54 cm            | 31 g    |
| 7         | iPod nano van de 7e generatie(zwart model)  | 16 GB                                                                                            | Spacegrijs Zilver Goud Blauw Roze Rood                                   | Lightning                               | 15 juli 2015       | Mac: 10.7.5 Windows: 7 iTunes 12.2  | audio: 30 video: 3,5         | 240×432 202 ppi 64 mm                   | 7,65 cm 3,96 cm 0,54 cm            | 31 g    |
| 7         | iPod nano van de 7e generatie(zwart model)  | Bluetooth, Apple EarPods, Versnellingsmeter, Lightning-stekker. In 2015 nieuwe kleuren.          |                                                                          |                                         |                    |                                     |                              |                                         |                                    |         |

## Ondersteunde audioformaten
- AAC (8 tot 320 kbit/s)
  - Beveiligde AAC (uit de iTunes Store)
- MP3 (8 tot 320 kbit/s, inclusief variabele bitrate)
- Audible (formaten 2,3 en 4)

- Apple Lossless
- AIFF
- WAV
- MP4 (container)